# Viktor Vassiliev
Pour les articles homonymes, voir Vassiliev.
Viktor Anatolievitch Vassiliev (en russe : Виктор Анатольевич Васильев), né le 10 avril 1956 à Moscou, est un mathématicien russe, professeur à l'Université indépendante de Moscou depuis 1991 et chercheur à l'Institut de mathématiques Steklov depuis 1997.

## Biographie
Viktor Vassiliev soutient en 1982 une thèse sous la direction de Vladimir Arnold. Chercheur à l'Institut de mathématiques appliquées Keldych de 1989 à 1990, il reçoit en 1992 le titre de docteur ès sciences.
Ses travaux portent sur des sujets comme la topologie, l'analyse combinatoire, la théorie de la complexité, la géométrie intégrale, la géométrie symplectique, l'équation aux dérivées partielles ou l'analyse complexe. Il est surtout connu pour sa découverte des invariants de type fini de Vassiliev dans la théorie des nœuds.
Outre l'Université indépendante de Moscou, il enseigne également à la faculté de mathématiques de l'École des hautes études en sciences économiques et a donné des cours au Mathematical Sciences Research Institute de l'Université de Californie à Berkeley, ainsi qu'à l'Université Paris-VII.
Le 21 février 2014, il est arrêté à Moscou, avec d'autres personnes venues écouter le jugement des manifestants de la Place Bolotnaya. Accusé d'avoir crié des slogans et d'avoir résisté à l'arrestation, il est condamné le 5 mars à 10 000 roubles d'amende,, soit environ 200 euros.